# Supercoppa italiana 2007
Supercoppa italiana 2007 byl dvacátý ročník soutěže o trofej Supercoppa italiana, tedy o italský fotbalový Superpohár. Střetly se v něm týmy FC Inter Milán jakožto vítěz Serie A ze sezony 2006/07 a celek AS Řím, který se ve stejné sezoně (tj. 2006/07) stal vítězem italského fotbalového poháru Coppa Italia.
Zápas se odehrál 19. srpna 2007 v italském městě Milán na Stadio Giuseppe Meazza. Zápas vyhrál a podruhé získal tuhle trofej klub AS Řím.

## Detaily zápasu
| 19. srpen 2007 20:45 SELČ |        |                     |                                                                        |
| FC Inter Milán            | 0 – 1  | AS Řím              | Stadio Giuseppe Meazza, Milán diváci: 34 898 rozhodčí: Roberto Rosetti |
|                           | Report | 78' (pen.) De Rossi | Stadio Giuseppe Meazza, Milán diváci: 34 898 rozhodčí: Roberto Rosetti |

| FC Inter Milán | AS Řím |

| G               | 12 | Júlio César        |     |     |
| D               | 16 | Nicolás Burdisso   |     | 87' |
| D               | 2  | Iván Córdoba       |     |     |
| D               | 23 | Marco Materazzi    | 58' |     |
| D               | 26 | Cristian Chivu     |     |     |
| C               | 4  | Javier Zanetti     |     |     |
| C               | 14 | Patrick Vieira     |     | 67' |
| C               | 15 | Olivier Dacourt    |     | 53' |
| C               | 5  | Dejan Stanković    | 31' |     |
| A               | 29 | David Suazo        |     |     |
| A               | 8  | Zlatan Ibrahimović | 26' |     |
| Náhradníci:     |    |                    |     |     |
| G               | 1  | Francesco Toldo    |     |     |
| D               | 6  | Maxwell            |     |     |
| D               | 25 | Walter Samuel      |     |     |
| C               | 19 | Esteban Cambiasso  |     | 67' |
| C               | 7  | Luís Figo          |     | 53' |
| A               | 9  | Julio Cruz         |     | 87' |
| A               | 18 | Hernán Crespo      |     |     |
| Trenér:         |    |                    |     |     |
| Roberto Mancini |    |                    |     |     |

| G                 | 32 | Doni              | 89' |       |
| D                 | 77 | Marco Cassetti    |     |       |
| D                 | 5  | Philippe Mexès    | 44' |       |
| D                 | 2  | Christian Panucci | 31' |       |
| D                 | 22 | Max Tonetto       | 20' |       |
| C                 | 16 | Daniele De Rossi  |     |       |
| C                 | 8  | Alberto Aquilani  |     |       |
| C                 | 11 | Rodrigo Taddei    |     |       |
| A                 | 14 | Ludovic Giuly     |     | 78'   |
| A                 | 10 | Francesco Totti   |     |       |
| A                 | 9  | Mirko Vučinić     |     | 90+1' |
| Náhradníci:       |    |                   |     |       |
| G                 | 1  | Gianluca Curci    |     |       |
| D                 | 13 | Marco Andreolli   |     |       |
| D                 | 28 | Aleandro Rosi     |     | 90+1' |
| C                 | 33 | Matteo Brighi     |     | 78'   |
| C                 | 20 | Simone Perrotta   | 72' |       |
| A                 | 30 | Mancini           |     |       |
| A                 | 23 | Shabani Nonda     |     |       |
| Trenér:           |    |                   |     |       |
| Luciano Spalletti |    |                   |     |       |